# Мікст (спорт)
Мікст — змагання між командами, до складу кожної з яких входять чоловіки й жінки.
Мікст поширений у видах спорту, де є парні змагання: тенісі, бадмінтоні, настільному тенісі.
Здебільшого умови того, щоб обидва члени команди представляли одну країну, немає, тому в міксті дуже поширені інтернаціональні пари.